# Аэрограмма

Часть адресной стороны аэрограммы Эфиопии, посланной из Аддис-Абебы в Москву в 1969 году

Аэрогра́мма (фр. aérogramme, от греч. αέρας — воздух и γραμμα — запись) — вид авиапочтового отправления по сниженному тарифу, вариант закрытого письма (секретки), в филателии особый вид цельной вещи. Аэрограммы могут выпускаться как почтовыми ведомствами, так и частными компаниями.

## Описание
Представляет собой тонкий лёгкий сложенный (обычно вдвое или вчетверо) и гуммированный лист бумаги, предназначенный для написания письма, отправляемого авиапочтой, одна сторона которого используется для адреса, а другая — для письма, при этом такой лист служит одновременно и письмом, и конвертом. Многие почтовые ведомства запрещают любые вложения в такие облегчённые письма, которые обычно отправляются за границу по льготному тарифу.
Изготавливают аэрограммы из тонкой, но прочной бумаги. В такие облегченные конверты может быть вложена тонкая авиапочтовая бумага. Уменьшенный таким образом вес аэрограмм не должен превышать 5 граммов, что соответствует первой весовой категории и наименьшему почтовому сбору за пересылку международного авиаписьма.
Аэрограммы получили широкое распространение за рубежом. На большинстве аэрограмм напечатаны предоплаченные знаки почтовой оплаты, за исключением Новой Зеландии, Родезии, Ирландии и других стран, где продавались или продаются немаркированные аэрограммы, называемые «формулярными аэрограммами» (англ. formular aerograms). Отправители указывают своё имя и обратный адрес на обороте.

## История

### Великобритания

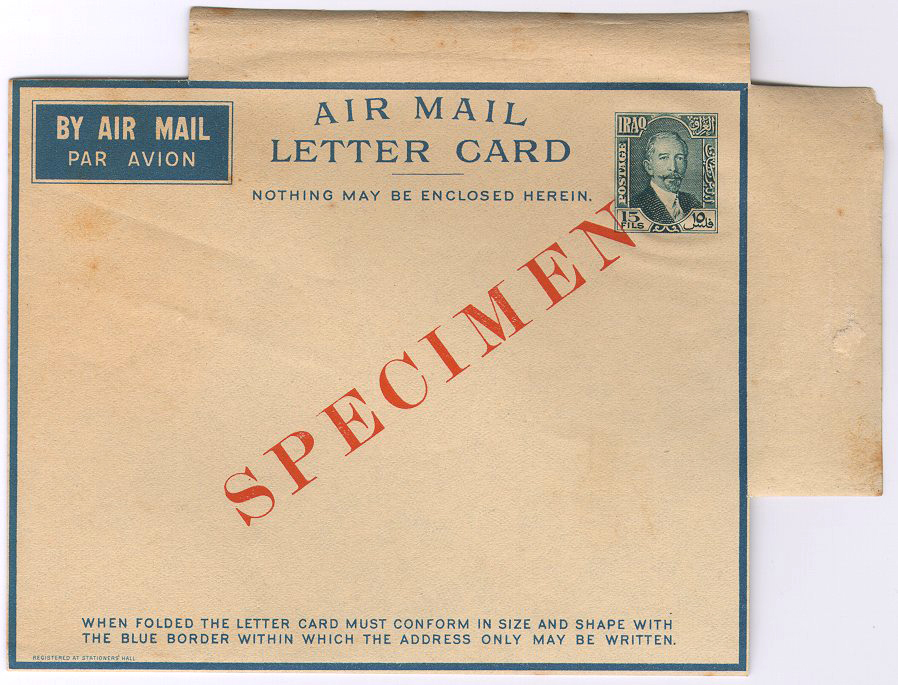
Первая аэрограмма (авиапочтовое письмо-карточка) Ирака (1933)

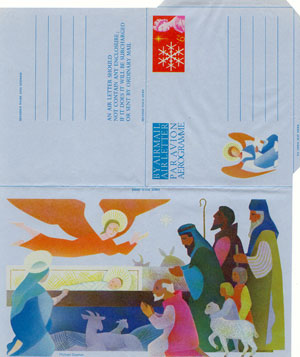
Британская рождественская аэрограмма (1967)

Впервые появившись в начале 1920-х годов, аэрограмма обрела популярность в основном во время Второй мировой войны (1939—1945), после того, как подполковник инженерных войск и заместитель директора почтовой службы сухопутных войск на Ближнем Востоке Р. Э. Эванс (R. E. Evans) предложил ввести в британской армии для отправки по воздуху лёгкую самосклеивающуюся секретку весом всего лишь 1/10 унции. Он рекомендовал её применение военному министру сэру Энтони Идену во время его визита на Ближний Восток в конце 1940 года. К январю следующего года Иден сообщил генералу Арчибальду Уэйвеллу, главнокомандующему соединения вооружённых сил на Ближнем Востоке:
Вашему заместителю директора почтовой службы сухопутных войск разрешается немедленно внедрить пересылку аэрограмм на Ближнем Востоке. Используйте британские марки из всех стран, включая Египет.
1 марта 1941 года началась пересылка аэрограмм между Ближним Востоком и Великобританией с помощью комбинированного использования гидросамолётов компании Imperial Airways и военного транспорта. Закрытый характер аэрограммы обеспечил ей популярность у отправителей, а эта популярность наряду с лёгким весом способствовала продолжению использования аэрограммы в качестве современного «гражданского» авиаписьма (аэрограммы) и британского военного «bluey».

### США
Во время Второй мировой войны в США был организован особый вид авиапочтовой связи — аэрографная почта. Основным почтовым отправлением при этом являлась аэрограмма. Аэрограммы печатались на специальных бланках, которые предназначились для написания собственно писем. Подготовленные аэрограммы затем подлежали микрофильмированию, а полученные в результате этого микрописьма пересылались аэрографной почтой. В пунктах назначения с микрописем делали увеличенные копии, которые доставлялись непосредственно адресатам и тоже назывались аэрограммами.
В дальнейшем в США употреблялись обычные почтовые аэрограммы, выпуск которых к настоящему времени прекращён. Аэрограммы будут ещё некоторое время в использовании, пока их запасы совсем не иссякнут, после чего печататься они больше не будут. По состоянию на март 2007 года, последней аэрограммой, изданной Почтовой службой США, была аэрограмма в честь Национального парка Вояджерс номиналом в 60 центов, которая продолжала находиться в продаже.

## Коллекционирование
Эмитированные значительным числом стран аэрограммы представляют собой предмет коллекционирования и выделяются в специальный раздел аэрофилателии. Известны каталоги аэрограмм.
В США коллекционерами этого вида цельных вещей создано Аэрограммное общество (Aerogramme Society), в настоящее время бездействующее.